# Quei fantastici razzi volanti
Quei fantastici razzi volanti (Cat-Women of the Moon) è un film statunitense del 1953 diretto da Arthur Hilton.

## Trama
Helen è l'unica donna dell’equipaggio, comandato da Laird Grainger, di un'astronave diretta verso la luna, ed è incaricata di scegliere il luogo adatto per l'allunaggio, che individua in un'ampia vallata situata sulla faccia nascosta della luna. In un giro di esplorazione gli astronauti giungono in una località in cui le condizioni atmosferiche e di gravità sono molto simili a quelle della Terra, per cui si tolgono caschi e tute spaziali.
Gli esploratori, penetrati all'interno di un esteso complesso di caverne, si imbattono in enormi ragni, dei quali infine riescono a liberarsi, per giungere poi ad un grande palazzo, opera evidentemente di esseri dotati di intelligenza evoluta. Sono stati condotti lì da Helen, con sicurezza tale da far supporre che fosse già stata in quel luogo.
Lì avvengono i primi incontri/scontri con le abitanti del luogo, una sparuta colonia di sole donne, dette donne-gatto, che sottraggono le tute spaziali degli astronauti, ma che, durante la notte passata nel palazzo, si mostrano amichevoli, promettendo di rendere le tute l'indomani mattina.
Si scopre che Alpha, la comandante della colonia lunare, ha da lungo tempo preso controllo, tramite poteri telepatici, della mente di Helen, inducendola a condurre lì la spedizione per impadronirsi dell'astronave e far tornare sulla Terra, da dove provenivano gran tempo addietro, alcune abitanti della luna. L'intento di Alpha è quello di imporre sulla Terra, eventualmente a forza, la civiltà delle donne-gatto, che ritiene maggiormente evoluta. I componenti della spedizione terrestre sarebbero stati abbandonati al proprio destino sulla luna, dove le riserve di ossigeno andavano fatalmente esaurendosi.
Le donne-gatto hanno poteri telepatici solo sulle femmine umane, non sui maschi, ma riescono, con un misto di astuzia e arti seduttive, a farsi spiegare da Walt, un componente della spedizione, il funzionamento dell'astronave. Poi lo uccidono.
Tuttavia, grazie anche al fatto che Lambda, una delle donne-gatto e Doug, uno degli esploratori terrestri, si innamorano, il piano viene a conoscenza dei terrestri superstiti, che a fatica riescono a riguadagnare la nave spaziale e si accingono a far ritorno sulla Terra.